# Nusco Tower
La Torre Nusco  es un edificio de oficinas clase A ubicado en Bucarest, cerca de la estación de metro Aurel Vlaicu, en la intersección de la calle Barbu Văcărescu y Soseaua Pipera. El edificio tiene un total de 20 plantas y una superficie construida de 34 000 m². La torre tiene una superficie bruta alquilable (SBA) de 17 000 m².  En agosto de 2010 la empresa multinacional de tecnología informática estadounidense Oracle Corporation arrendó casi el 40% o 7000 m²) de la torre. 